# 남아시아 지역 협력 연합

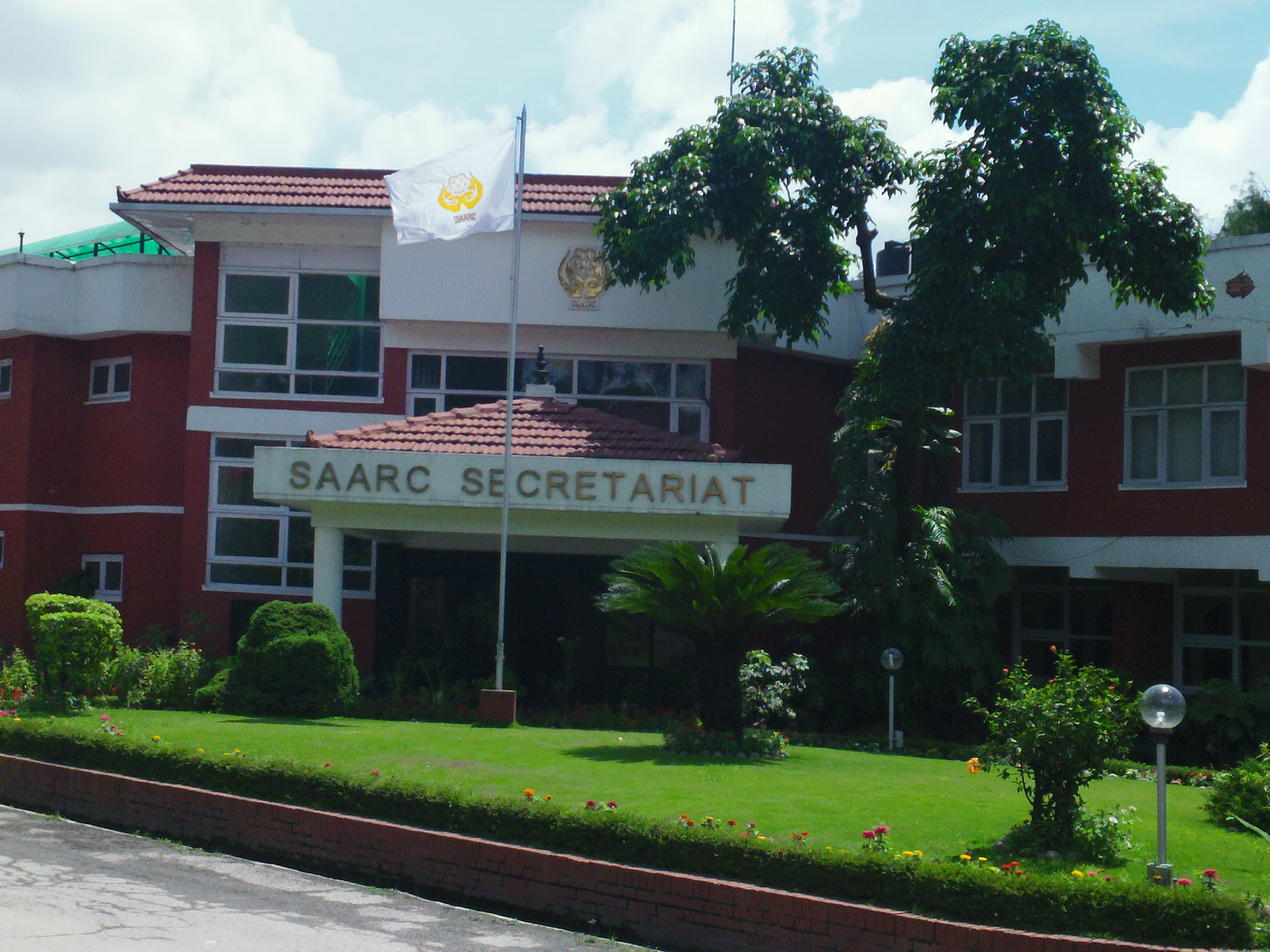
네팔 카트만두 남아시아 지역 협력 협회 사무국

남아시아 지역 협력 연합(영어: South Asia Association for Regional Cooperation, SAARC, 문화어: 남아시아 지역 협조 련합)은 남아시아의 복지 증진과 생활 수준의 향상을 목적으로 경제 성장, 사회 진보, 문화 발전을 진행하기 위해 1985년에 창설한 지역 협력 조직을 말한다. 본부는 네팔의 카트만두에 있다.
처음에 1985년 12월 8일에 인도, 파키스탄, 방글라데시, 스리랑카, 네팔, 몰디브, 부탄, 이렇게 7개국으로 발족한 뒤 2007년 4월에 14회 정상 모임에서 아프가니스탄이 8번째 회원국로 가맹하였다.

## 회원국
현재 구성 국가
- 아프가니스탄
- 방글라데시
- 부탄
- 인도
- 몰디브
- 네팔
- 파키스탄
- 스리랑카

참관 국가
- 오스트레일리아
- 중화인민공화국
- 유럽 연합
- 이란
- 일본
- 모리셔스
- 미얀마
- 대한민국
- 미국

## 같이 보기
- 남아시아 경제 연합